# Chucklefish
Chucklefish Limited là nhà phát triển trò chơi điện tử độc lập của Anh và cũng là nhà sản xuất trò chơi, có trụ sở tại Luân Đôn. Được thành lập vào tháng 6 năm 2011 bởi Finn Brice, công ty chuyên về các trò chơi hành động phiêu lưu. Chucklefish nổi tiếng với Starbound và Wargroove, cũng như sản xuất Risk of Rain (2013) và Stardew Valley (2016)

## Các trò chơi đã phát triển
| Năm  | Tiêu đề      | Thể loại(s)           | Nền tảng(s)                                                               |
| ---- | ------------ | --------------------- | ------------------------------------------------------------------------- |
| 2016 | Starbound    | Hành động             | Microsoft Windows, OS X, Linux, PlayStation 4, PlayStation Vita, Xbox One |
| 2019 | Wargroove    | Chiến thuật theo lượt | Microsoft Windows, Nintendo Switch, Xbox One                              |
| TBA  | Witchbrook   | Mô phỏng, nhập vai    | Microsoft Windows                                                         |
| TBA  | Wayward Tide | Hành động, nhập vai   | Microsoft Windows                                                         |

## Các trò chơi đã phát hành
| Năm     | Tựa                       | Phát triển            | Thể loại              | Hệ máy                                                           |
| ------- | ------------------------- | --------------------- | --------------------- | ---------------------------------------------------------------- |
| 2011    | Wanderlust: Rebirth       | Yeti Trunk            | Hành động, nhập vai   | Microsoft Windows                                                |
| 2013    | Risk of Rain              | Hopoo Games           | Nền tảng              | Linux, macOS, Microsoft Windows, PlayStation Vita                |
| 2014    | Halfway                   | Robotality            | Nhập vai, chiến thuật | Linux, macOS, Microsoft Windows                                  |
| 2015    | Interstellaria            | Coldrice Games        | Hành động, nhập vai   | Microsoft Windows                                                |
| 2015    | Wanderlust Adventures     | Yeti Trunk            | Hành động, nhập vai   | Microsoft Windows                                                |
| 2016    | Stardew Valley            | ConcernedApe          | Mô phỏng, nhập vai    | Android, iOS                                                     |
| 2017    | Pocket Rumble             | Cardboard Robot Games | Đối kháng             | Microsoft Windows, Nintendo Switch                               |
| 2018    | Treasure Adventure World  | Robit Studios         | Metroidvania          | Microsoft Windows                                                |
| 2018    | Timespinner               | Lunar Ray Games       | Metroidvania          | Linux, macOS, Microsoft Windows, PlayStation 4, PlayStation Vita |
| 2019    | Pathway                   | Robotality            | Nhập vai, chiến thuật | Linux, macOS, Microsoft Windows                                  |
| 2019    | Inmost                    | Hidden Layer Games    | Nền tảng              | Microsoft Windows, iOS, Nintendo Switch                          |
| Dự tính | Eastward                  | Pixpil                | Hành động, phiêu lưu  | macOS, Microsoft Windows, Nintendo Switch                        |
| Dự tính | Starmancer                | Ominux Games          | Mô phỏng              | Linux, macOS, Microsoft Windows                                  |
| Dự tính | The Siege and the Sandfox | Cardboard Sword       | Stealth, Metroidvania | Microsoft Windows                                                |

## Đóng góp của tình nguyện viên
Vào năm 2019, Chucklefish bị cáo buộc khai thác hàng chục cộng tác viên tự nguyện trong quá trình phát triển Starbound, đôi khi ghi lạ hàng trăm giờ công mà không được bồi thường. Nhiều người trong số họ là thanh thiếu niên vào thời điểm đó và họ cảm do thiếu kinh nghiệm nên đã bị giám đốc công ty, Finn Brice lợi dụng. Trong một tuyên bố, Chucklefish nói những người đóng góp không có nghĩa vụ phải tạo ra nội dung hoặc áp đặt bất kỳ số giờ cụ thể nào